# Kazumasa Kawano
Kazumasa Kawano (河野 和正 Kawano Kazumasa?, nacido el 7 de noviembre de 1970 en Ōita) es un exfutbolista y actual entrenador japonés. Jugaba de guardameta y su último club fue el Cerezo Osaka de Japón.

## Trayectoria

### Clubes
| Club                 | País  | Año         |
| -------------------- | ----- | ----------- |
| Sanfrecce Hiroshima  | Japón | 1989 - 1996 |
| Nagoya Grampus Eight | Japón | 1997 - 1998 |
| Yokohama Marinos     | Japón | 1997        |
| Cerezo Osaka         | Japón | 1999 - 2002 |